# Liste von Horrorfilmen der 1990er Jahre
Die Liste von Horrorfilmen der 1990er Jahre gibt einen chronologischen Überblick über Produktionen, die im Zeitraum von 1990 bis 1999 in diesem Genre gedreht wurden. Bei der Nutzung ist zu beachten, dass ein Großteil der aufgeführten Filme sich mit artverwandten Genres aus dem Bereich der Phantastik wie Science-Fiction und Fantasy überschneidet, aber auch Kriminalfilm und Komödie. Die Liste erhebt keinen Anspruch auf Vollständigkeit.

## 1990
| Titel                                              | Regie                           | Produktionsland                 |
| -------------------------------------------------- | ------------------------------- | ------------------------------- |
| Begotten                                           | E. Elias Merhige                | Vereinigte Staaten              |
| Bride of Re-Animator                               | Brian Yuzna                     | Vereinigte Staaten              |
| Cabal – Die Brut der Nacht                         | Clive Barker                    | Vereinigte Staaten              |
| Chucky 2 – Die Mörderpuppe ist wieder da           | John Lafia                      | Vereinigte Staaten              |
| The Dark Side of the Moon                          | D.J. Webster                    | Vereinigte Staaten              |
| Der Exorzist III                                   | William Peter Blatty            | Vereinigte Staaten              |
| Flatliners – Heute ist ein schöner Tag zum Sterben | Joel Schumacher                 | Vereinigte Staaten              |
| Gremlins 2 – Die Rückkehr der kleinen Monster      | Joe Dante                       | Vereinigte Staaten              |
| Jacob’s Ladder – In der Gewalt des Jenseits        | Adrian Lyne                     | Vereinigte Staaten              |
| Das Kindermädchen                                  | William Friedkin                | Vereinigte Staaten              |
| Leatherface: Texas Chainsaw Massacre III           | Jeff Burr                       | Vereinigte Staaten              |
| M.A.R.K. 13 – Hardware                             | Richard Stanley                 | Vereinigtes Königreich          |
| Misery                                             | Rob Reiner                      | Vereinigte Staaten              |
| Nachtschicht                                       | Ralph S. Singleton              | Vereinigte Staaten              |
| Predator 2                                         | Stephen Hopkins                 | Vereinigte Staaten              |
| Psycho IV – The Beginning                          | Mick Garris                     | Vereinigte Staaten              |
| Die Rückkehr der Untoten                           | Tom Savini                      | Vereinigte Staaten              |
| Schrei in der Stille                               | Philip Ridley                   | Vereinigtes Königreich / Kanada |
| Stephen Kings Es                                   | Tommy Lee Wallace               | Vereinigte Staaten / Kanada     |
| Tanz der Dämonen                                   | Charles Philip Moore            | Vereinigte Staaten              |
| Tremors – Im Land der Raketenwürmer                | Ron Underwood                   | Vereinigte Staaten              |
| Two Evil Eyes                                      | Dario Argento, George A. Romero | Italien / Vereinigte Staaten    |
| Von allen Geistern besessen!                       | Bob Logan                       | Vereinigte Staaten              |

## 1991
| Titel                                       | Regie                                   | Produktionsland                             |
| ------------------------------------------- | --------------------------------------- | ------------------------------------------- |
| Army of Zombies                             | Olli Soinio                             | Finnland                                    |
| Black Zombies                               | Umberto Lenzi                           | Italien                                     |
| Body Parts                                  | Eric Red                                | Vereinigte Staaten                          |
| Chucky 3                                    | Jack Bender                             | Vereinigtes Königreich / Vereinigte Staaten |
| Freddy’s Finale – Nightmare on Elm Street 6 | Rachel Talalay                          | Vereinigte Staaten                          |
| Haus der Vergessenen                        | Wes Craven                              | Vereinigte Staaten                          |
| Highway zur Hölle                           | Ate de Jong                             | Vereinigte Staaten                          |
| Meister des Grauens                         | Stuart Gordon                           | Vereinigte Staaten                          |
| Nekromantik 2                               | Jörg Buttgereit                         | Deutschland                                 |
| Omen IV: Das Erwachen                       | Jorge Montesi, Dominique Othenin-Girard | Vereinigte Staaten                          |
| Poison                                      | Todd Haynes                             | Vereinigte Staaten                          |
| Scanners II                                 | Christian Duguay                        | Kanada                                      |
| Das Schweigen der Lämmer                    | Jonathan Demme                          | Vereinigte Staaten                          |
| Spaceshift                                  | Anthony Hickox                          | Vereinigte Staaten                          |
| Haus der lebenden Toten                     | Robert Mandel                           | Vereinigte Staaten                          |

## 1992
| Titel                            | Regie                                         | Produktionsland                                     |
| -------------------------------- | --------------------------------------------- | --------------------------------------------------- |
| Alien 3                          | David Fincher                                 | Vereinigte Staaten                                  |
| Armee der Finsternis             | Sam Raimi                                     | Vereinigte Staaten                                  |
| Basic Instinct                   | Paul Verhoeven                                | Vereinigte Staaten/ Frankreich                      |
| Bloody Marie – Eine Frau mit Biß | John Landis                                   | Vereinigte Staaten                                  |
| Braindead                        | Peter Jackson                                 | Neuseeland                                          |
| Bram Stoker’s Dracula            | Francis Ford Coppola                          | Vereinigte Staaten                                  |
| Buffy – Der Vampir-Killer        | Fran Rubel Kuzui                              | Vereinigte Staaten                                  |
| Candyman’s Fluch                 | Bernard Rose                                  | Vereinigte Staaten                                  |
| Dr. Giggles                      | Manny Coto                                    | Vereinigte Staaten                                  |
| Friedhof der Kuscheltiere II     | Mary Lambert                                  | Vereinigte Staaten                                  |
| Die Hand an der Wiege            | Curtis Hanson                                 | Vereinigte Staaten                                  |
| Hellraiser III                   | Anthony Hickox                                | Vereinigte Staaten                                  |
| Mann beißt Hund                  | Rémy Belvaux, André Bonzel, Benoît Poelvoorde | Belgien                                             |
| Der Rasenmähermann               | Brett Leonard                                 | Vereinigtes Königreich / Vereinigte Staaten / Japan |
| Scanners III                     | Christian Duguay                              | Kanada                                              |
| Schlafwandler                    | Mick Garris                                   | Vereinigte Staaten                                  |

## 1993
| Titel                                      | Regie                         | Produktionsland              |
| ------------------------------------------ | ----------------------------- | ---------------------------- |
| Aura                                       | Dario Argento                 | Italien / Vereinigte Staaten |
| Body Bags                                  | John Carpenter, Tobe Hooper   | Vereinigte Staaten           |
| Body Snatchers – Angriff der Körperfresser | Abel Ferrara                  | Vereinigte Staaten           |
| C2 – Killerinsekt                          | Tony Randel                   | Vereinigte Staaten           |
| Cannibal! The Musical                      | Trey Parker                   | Vereinigte Staaten           |
| Cronos                                     | Guillermo del Toro            | Vereinigte Staaten / Mexiko  |
| In einer kleinen Stadt                     | Fraser Clarke Heston          | Vereinigte Staaten           |
| Jason Goes to Hell – Die Endabrechnung     | Adam Marcus                   | Vereinigte Staaten           |
| Kinder des Zorns 2 – Tödliche Ernte        | David Price                   | Vereinigte Staaten           |
| Leif Jonker’s Darkness                     | Leif Jonker                   | Vereinigte Staaten           |
| Leprechaun – Der Killerkobold              | Mark Jones                    | Vereinigte Staaten           |
| Psycho Cop II                              | Adam Rifkin                   | Vereinigte Staaten           |
| Return of the Living Dead III              | Brian Yuzna                   | Vereinigte Staaten           |
| Schramm                                    | Jörg Buttgereit               | Deutschland                  |
| Stark – The Dark Half                      | George A. Romero              | Vereinigte Staaten           |
| Tommyknockers – Das Monstrum               | John Power                    | Vereinigte Staaten           |
| The Untold Story                           | Danny Lee Sau-Yin, Herman Yau | Hongkong                     |
| Warlock – Satans Sohn kehrt zurück         | Anthony Hickox                | Vereinigte Staaten           |

## 1994
| Titel                                        | Regie                | Produktionsland                                     |
| -------------------------------------------- | -------------------- | --------------------------------------------------- |
| Das Böse III                                 | Don Coscarelli       | Vereinigte Staaten                                  |
| Brainscan                                    | John Flynn           | Vereinigte Staaten                                  |
| Death Machine                                | Stephen Norrington   | Vereinigtes Königreich                              |
| DellaMorte DellAmore                         | Michele Soavi        | Italien / Frankreich / Deutschland                  |
| Freddy’s New Nightmare                       | Wes Craven           | Vereinigte Staaten                                  |
| Interview mit einem Vampir                   | Neil Jordan          | Vereinigte Staaten                                  |
| Leprechaun 2                                 | Rodman Flender       | Vereinigte Staaten                                  |
| Die Mächte des Wahnsinns                     | John Carpenter       | Vereinigte Staaten                                  |
| Mary Shelley’s Frankenstein                  | Kenneth Branagh      | Vereinigtes Königreich / Vereinigte Staaten / Japan |
| Nightwatch – Nachtwache                      | Ole Bornedal         | Dänemark                                            |
| Nosferatu – Vampirische Leidenschaft         | Anne Goursaud        | Vereinigte Staaten                                  |
| Red to Kill                                  | Billy Tang Hin-Shing | Hongkong                                            |
| Stephen Kings The Stand – Das letzte Gefecht | Mick Garris          | Vereinigte Staaten                                  |
| Texas Chainsaw Massacre – Die Rückkehr       | Kim Henkel           | Vereinigte Staaten                                  |
| Wolf – Das Tier im Manne                     | Mike Nichols         | Vereinigte Staaten                                  |

## 1995
| Titel                                      | Regie                              | Produktionsland                             |
| ------------------------------------------ | ---------------------------------- | ------------------------------------------- |
| Candyman 2 – Die Blutrache                 | Bill Condon                        | Vereinigte Staaten                          |
| Castle Freak                               | Stuart Gordon                      | Vereinigte Staaten                          |
| Copykill                                   | Jon Amiel                          | Vereinigte Staaten                          |
| Darkman II – Durants Rückkehr              | Bradford May                       | Vereinigte Staaten / Kanada                 |
| El día de la bestia                        | Álex de la Iglesia                 | Spanien                                     |
| Das Dorf der Verdammten                    | John Carpenter                     | Vereinigte Staaten                          |
| Dr. Jekyll und Ms. Hyde                    | David Price                        | Vereinigte Staaten                          |
| God’s Army – Die letzte Schlacht           | Gregory Widen                      | Vereinigte Staaten                          |
| Halloween VI – Der Fluch des Michael Myers | Joe Chappelle                      | Vereinigte Staaten                          |
| Kinder des Zorns III                       | James D.R. Hickox                  | Vereinigte Staaten                          |
| Lord of Illusions                          | Clive Barker                       | Vereinigte Staaten                          |
| The Mangler                                | Tobe Hooper                        | Vereinigte Staaten / Australien / Südafrika |
| Mindripper                                 | Joe Gayton                         | Vereinigte Staaten                          |
| Ritter der Dämonen                         | Gilbert Adler, Ernest R. Dickerson | Vereinigte Staaten                          |
| Die Rückkehr der Piranhas                  | Scott P. Levy                      | Vereinigte Staaten                          |
| Sieben                                     | David Fincher                      | Vereinigte Staaten                          |
| Species                                    | Roger Donaldson                    | Vereinigte Staaten                          |
| Vampire in Brooklyn                        | Wes Craven                         | Vereinigte Staaten                          |

## 1996
| Titel                                      | Regie            | Produktionsland                 |
| ------------------------------------------ | ---------------- | ------------------------------- |
| Bad Moon                                   | Eric Red         | Vereinigte Staaten              |
| Bordello of Blood                          | Gilbert Adler    | Vereinigte Staaten              |
| Ebola Syndrome                             | Herman Yau       | Hongkong                        |
| Fear – Wenn Liebe Angst macht              | James Foley      | Vereinigte Staaten              |
| The Frighteners                            | Peter Jackson    | Neuseeland / Vereinigte Staaten |
| From Dusk Till Dawn                        | Robert Rodriguez | Vereinigte Staaten              |
| Der Geist und die Dunkelheit               | Stephen Hopkins  | Vereinigte Staaten              |
| Hellraiser IV – Bloodline                  | Kevin Yagher     | Vereinigte Staaten              |
| Der Hexenclub                              | Andrew Fleming   | Vereinigte Staaten              |
| Kinder des Zorns IV – Mörderischer Kult    | Greg Spence      | Vereinigte Staaten              |
| Der Rasenmäher-Mann 2 – Beyond Cyberspace  | Farhad Mann      | Vereinigte Staaten              |
| Scream – Schrei!                           | Wes Craven       | Vereinigte Staaten              |
| Thinner – Der Fluch                        | Tom Holland      | Vereinigte Staaten              |
| Tremors 2 – Die Rückkehr der Raketenwürmer | S. S. Wilson     | Vereinigte Staaten              |
| Vampirella                                 | Jim Wynorski     | Vereinigte Staaten              |

## 1997
| Titel                                      | Regie                 | Produktionsland                                           |
| ------------------------------------------ | --------------------- | --------------------------------------------------------- |
| Alien – Die Wiedergeburt                   | Jean-Pierre Jeunet    | Vereinigte Staaten                                        |
| American Werewolf in Paris                 | Anthony Waller        | Vereinigtes Königreich / Niederlande / Vereinigte Staaten |
| Anaconda                                   | Luis Llosa            | Vereinigte Staaten                                        |
| Bloodmoon – Stunde des Killers             | Tony Leung Siu Hung   | Vereinigte Staaten                                        |
| Demon Night                                | Jim Kaufman           | Vereinigte Staaten                                        |
| Event Horizon – Am Rande des Universums    | Paul W. S. Anderson   | Vereinigtes Königreich / Vereinigte Staaten               |
| Freeze – Alptraum Nachtwache               | Ole Bornedal          | Vereinigte Staaten                                        |
| Hemoglobin                                 | Peter Svatek          | Kanada / Vereinigte Staaten                               |
| Ich weiß, was du letzten Sommer getan hast | Jim Gillespie         | Vereinigte Staaten                                        |
| Im Auftrag des Teufels                     | Taylor Hackford       | Vereinigte Staaten                                        |
| Mimic – Angriff der Killerinsekten         | Guillermo del Toro    | Vereinigte Staaten                                        |
| Quicksilver Highway                        | Mick Garris           | Vereinigte Staaten                                        |
| Das Relikt                                 | Peter Hyams           | Vereinigte Staaten                                        |
| Schneewittchen                             | Michael Cohn          | Vereinigte Staaten                                        |
| Scream 2                                   | Wes Craven            | Vereinigte Staaten                                        |
| Space Platoon                              | Brian Trenchard-Smith | Vereinigte Staaten                                        |
| Stephen King’s The Night Flier             | Mark Pavla            | Vereinigte Staaten                                        |
| Wax Mask                                   | Sergio Stivaletti     | Italien                                                   |
| Wes Craven’s Wishmaster                    | Robert Kurtzman       | Vereinigte Staaten                                        |

## 1998
| Titel                                                 | Regie            | Produktionsland                                         |
| ----------------------------------------------------- | ---------------- | ------------------------------------------------------- |
| Bram Stoker: Dark World                               | Jamie Dixon      | Vereinigte Staaten / Kanada                             |
| Chucky und seine Braut                                | Ronny Yu         | Kanada / Vereinigte Staaten                             |
| The Clown at Midnight                                 | Jean Pelerin     | Kanada                                                  |
| Dee Snider’s Strangeland                              | John Pieplow     | Vereinigte Staaten                                      |
| Düstere Legenden                                      | Jamie Blanks     | Vereinigte Staaten                                      |
| The Faculty                                           | Robert Rodriguez | Vereinigte Staaten                                      |
| God’s Army II – Die Prophezeiung                      | Greg Spence      | Vereinigte Staaten                                      |
| Halloween H20                                         | Steve Miner      | Vereinigte Staaten                                      |
| Ich weiß noch immer, was du letzten Sommer getan hast | Danny Cannon     | Vereinigte Staaten                                      |
| Kinder des Zorns 5 – Feld des Terrors                 | Ethan Wiley      | Vereinigte Staaten                                      |
| Knight of the Apocalypse                              | Jean-Marc Piché  | Vereinigte Staaten / Kanada                             |
| Der Musterschüler (1998)                              | Bryan Singer     | Vereinigte Staaten / Kanada / Frankreich                |
| Octalus – Der Tod aus der Tiefe                       | Stephen Sommers  | Vereinigte Staaten                                      |
| Phantasm IV                                           | Don Coscarelli   | Vereinigte Staaten                                      |
| Das Phantom der Oper                                  | Dario Argento    | Italien / Ungarn                                        |
| Psycho                                                | Gus Van Sant     | Vereinigte Staaten                                      |
| Ring – Das Original                                   | Hideo Nakata     | Japan                                                   |
| Talos – Die Mumie                                     | Russell Mulcahy  | Vereinigte Staaten / Vereinigtes Königreich / Luxemburg |
| Vampire                                               | John Carpenter   | Vereinigte Staaten / Japan                              |
| Die Weisheit der Krokodile                            | Po-Chih Leong    | Vereinigtes Königreich                                  |

## 1999
| Titel                                                 | Regie                          | Produktionsland             |
| ----------------------------------------------------- | ------------------------------ | --------------------------- |
| Anthropophagous 2000                                  | Andreas Schnaas                | Deutschland                 |
| The Astronaut’s Wife – Das Böse hat ein neues Gesicht | Rand Ravich                    | Vereinigte Staaten          |
| Audition                                              | Takashi Miike                  | Japan                       |
| Bats – Fliegende Teufel                               | Louis Morneau                  | Vereinigte Staaten          |
| Biikenbrennen – Der Fluch des Meeres                  | Sebastian Niemann              | Deutschland                 |
| Blair Witch Project                                   | Daniel Myrick, Eduardo Sánchez | Vereinigte Staaten          |
| Candyman 3 – Der Tag der Toten                        | Turi Meyer                     | Vereinigte Staaten          |
| Carrie 2 – Die Rache                                  | Katt Shea, Robert Mandel       | Vereinigte Staaten          |
| Deep Blue Sea                                         | Renny Harlin                   | Vereinigte Staaten          |
| Echoes – Stimmen aus der Zwischenwelt                 | David Koepp                    | Vereinigte Staaten          |
| End of Days – Nacht ohne Morgen                       | Peter Hyams                    | Vereinigte Staaten          |
| From Dusk Till Dawn 2 – Texas Blood Money             | Scott Spiegel                  | Vereinigte Staaten          |
| From Dusk Till Dawn 3 – The Hangman’s Daughter        | P.J. Pesce                     | Vereinigte Staaten          |
| Das Geisterschloss                                    | Jan de Bont                    | Vereinigte Staaten          |
| Haunted Hill                                          | William Malone                 | Vereinigte Staaten          |
| Kinder des Zorns 6 – Isaacs Rückkehr                  | Kari Skogland                  | Vereinigte Staaten          |
| Der Knochenjäger                                      | Phillip Noyce                  | Vereinigte Staaten          |
| Lake Placid                                           | Steve Miner                    | Vereinigte Staaten / Kanada |
| Memento Mori – Gedenke des Todes                      | Kim Tae-yong, Min Kyu-dong     | Südkorea                    |
| Die Mumie                                             | Stephen Sommers                | Vereinigte Staaten          |
| The Nameless                                          | Jaume Balagueró                | Spanien                     |
| Ravenous – Friss oder stirb                           | Antonia Bird                   | Vereinigte Staaten          |
| Resurrection – Die Auferstehung                       | Russell Mulcahy                | Vereinigte Staaten          |
| The Sixth Sense                                       | M. Night Shyamalan             | Vereinigte Staaten          |
| Sleepy Hollow                                         | Tim Burton                     | Vereinigte Staaten          |
| Stigmata                                              | Rupert Wainwright              | Vereinigte Staaten          |
| Terror Firmer                                         | Lloyd Kaufman                  | Vereinigte Staaten          |
| Virus – Schiff ohne Wiederkehr                        | John Bruno                     | Vereinigte Staaten          |
| Wishmaster 2 – Das Böse stirbt nie                    | Jack Sholder                   | Vereinigte Staaten          |